# 里佩
里佩（義大利語：Ripe），原为意大利马尔凯大区安科纳省的一个市镇。总面积15.04平方公里，人口4320人，人口密度287.2人/平方公里（2009年）。ISTAT代码为042039。
2014年1月1日，里佩、科隆纳堡和蒙泰拉多合并为新的特雷卡斯泰利市镇。